# Oh, Doctor Beeching!
Az Oh, Doctor Beeching! angol szituációs komédia, melyet David Croft és Richard Spendlove írt. A pilot epizód 1995. augusztus 14-ei bemutatása után, két szezont ért meg 1996. július 8. és 1997. szeptember 28. között. A sorozat a harmadik azon vígjátékok sorában, melyeknek a társszerzője David Croft, aki több szereplőt is beleírt két korábbi "HI-de-hi" illetve "Csengetett, Mylord?" című sorozataiból.

## Bevezető
Az Oh, Doctor Beeching! egy Hatley nevű képzeletbeli kis vasútállomás mindennapjairól szól, melyre bezárás vár a British Railways újonnan elfogadott közlekedéspolitikai koncepciója, angolul az úgynevezett Beeching Axe miatt. A sorozatot a Severn völgyi vasútvonalon vették fel, a Hatley-t ábrázoló felvételek valójában Arley település állomáson készültek.

## Cselekmény
A tesztadásban, Jack Skinner (Paul Shane) a hordár végzi az állomásfőnöki feladatokat helyettese érkezéséig. Jack eszelősen szereti feleségét May-t (akit [Sherrie Hewson]-játszik a legelső (pilot) epizódban, (később jeleneteit Julia Deakin-nel vettek fel újra az első rész kedvéért) aki az állomás restijét vezeti. Férje nagyon félt a körülötte legyeskedő férfiaktól. Állomásfőnök nélkül eléggé zavarodott az állomás élete: például a folyton szerencsétlenkedő jelzőőr, Harry Lambert Stephen Lewis, annyira alul foglalkoztatott, hogy különféle melléktevékenységeket folytat a jelzőbódéjában - hajvágás, zöldség-gyümölcs árusítás, kerékpárjavítás, és fogadások felvétele - kötelességét állandóan tehernek érzi ; így állandóan az "Azok a fránya vonatok" kifejezéssel él.  Az állomás másik fontos dolgozója, a bőbeszédű, de könnyen zavarba jövő jegypénztáros Ethel Schumann (Su Pollard), aki folyamatosan új társát keresi. Van  egy szinte már felnőtt fia Wilfred (Paul Aspen), aki egy háborús katonával folytatott kapcsolata eredménye. Ő az állomás mindenesi feladatait látja el. Wilfred bár gyakran  butának tűnik - néha vannak jelei annak, hogy  nem is olyan buta amilyennek tűnik - például  "A szolgálati jármű", című részben megtalálja Arnold elveszettnek hitt feleségét Jessicát.
Ugyanakkor jelen van még Vera Plumtree, (Barbara New), kinek nincs különösebb szerepe, de mégis különféle dogokat végez az állomáson és úgy tesz mint Mr. Parkin házvezetőnője.  A néhai férje egykor mozdonyvezető volt, melyre rendszerint emlékezteti is az állomás személyzetét, (gyakori szavajárása is, az "Ő mozdonyvezető volt, tudják").  Mindig sületlenségeket beszél (Ethel is néha zagyvaságokat mond, de nem olyan gyakran), és reménytelenül szereti  Harryt (aki mindig visszautasítja a közeledést); Gloria (Lindsay Grimshaw), Jack és May csinos tini lánya, aki imád rövid szoknyákat hordani, és ezzel hergelni az apját.  Érdeklik a férfiak, de Jack gyakran túl szigorú, és nem hagyja randizni a lányt; az öregedő mozdonyvezető, Arnold Thomas (Ivor Roberts); és a tapasztalatlan fűtő, Ralph (Perry Benson), akit vonatvezetésre oktat; a kaszanova jegyvizsgáló, Percy (Terry John), akivel Ethel eléggé megalázóan viselkedik. De viszonozza neki, és inkább Gloria barátnője, Amy Matlock (Tara Daniels) tetszik neki, aki a legtöbb epizódban csak kis ideig tűnik fel. Richard Spendlove, a rendező, néhány epizódban Mr Orkindale szerepében tűnik fel, mint prűd kerületi ellenőr.
Hamarosan  megérkezik az új állomásfőnök Cecil Parkin (Jeffrey Holland) személyében, egy szigorú, jól beszédű ember. Meglepve tapasztalja, hogy a büfét az a May vezeti (akit ezelőtt Blanchflower-nek hívtak), akivel szenvedélyes kapcsolata volt még a háború alatt, mielőtt Jack-hez hozzáment volna és aki -  mint később kiderül - mindkettejüket ismerte. Annak ellenére, hogy Jack semmit sem sejt May és Cecil múltjáról, azonnal megutálja az új állomásfőnököt. A sorozat egyik mellékszála, hogy, vajon Glória tényleg Jack lánya-e, vagy May és Cecil kalandjának eredménye (a második évad  "Apák napja" című részében, egyértelműen kiderül, hogy Jack az apa). Mindeközben az epizód végén egy újságcikkben állomásokat fenyegetnek a vonalbezárással a Beeching Axe, amivel a sorozat indul.
A sorozat állandó helyzetkomikumát képzi hogy Vera kideríti-e May és Cecil kapcsolatát. Mr Parkin minden pillatatot May-el tölt amit csak tud, gyakorta lopózik be a konyhába, munkakezdés előtt, és Vera mindig rajtakapja őket.
A sorozat két évadot élt meg, mindazonáltal az utolsóból nem derül egyértelműen ki, hogy bezárják-e végül az állomást, mivel a sorozat készítésekor, nem volt egyértelmű, hogy készül-e harmadik évad vagy sem.